# New York Cosmos (2025)
New York Cosmos (kortweg Cosmos) is een Amerikaanse professionele voetbalclub gevestigd in Paterson, New Jersey. Het is de iteratie van de Cosmos, na het oorspronkelijke team, dat speelde van 1970 tot 1985, en zijn directe voorganger, die werd opgericht in 2010 en voor het laatst speelde in 2020.

## Geschiedenis

### Voorgangers
De originele New York Cosmos werden in 1970 opgericht door Ahmet en Nesuhi Ertegün van Atlantic Records. Het tweetal bracht internationale sterren als Pelé, Carlos Alberto, Johan Neeskens, Giorgio Chinaglia, Wim Rijsbergen en Franz Beckenbauer naar het Amerikaanse voetbal en kende enkele successen, waaronder vijf landskampioenschappen. Desalniettemin ging New York Cosmos in 1985 failliet na het uiteenvallen van de NASL.
Toen de Major League Soccer rond de eeuwwisseling opkwam wilde de competitie naast de New York Red Bulls een tweede club in de regio New York, die het merk Cosmos zou dragen. Met de ambitie om toe te treden tot de MLS begon New York Cosmos in 2013 te spelen in de heropgerichte NASL. De club van de Engelse zakenman Paul Kemsley trok duizenden fans en won de competitie driemaal. Ook in deze periode werden weer internationale sterren, zoals Carlos Mendes, Marcos Senna en Raúl. Nadat plannen voor een nieuw stadion mislukten en de salarissen niet goed werden beheerd nam de club twee pauzes: een in 2017 na het opheffen van de competitie en nogmaals in 2021. New York Cosmos bleef bestaan als rechtspersoon en kledingmerk, maar nam geen deel aan een competitie.

### Derde generatie
In februari 2025 kocht North Jersey Pro Soccer de franchiserechten voor een USL League One-team had verkregen nam het een meerderheidsbelang in het merk New York Cosmos. Toenmalig grootaandeelhouder Rocco B. Commisso, tevens eigenaar van Fiorentina, behield een minderheidsbelang. In juli werden de plannen van de club onthuld, waarbij het streven was om in het seizoen 2026 met een mannenteam deel te nemen aan de USL League One en in het seizoen 2027/28 met een vrouwenteam aan de USL Super League. New York werd verruild voor Paterson, New Jersey.

## Stadion
De Cosmos zullen hun wedstrijden in het Hinchliffe Stadium afwerken. Het biedt plaats aan 7.800 toeschouwers en is ook geschikt voor andere sporten, waaronder honkbal en American football. Hinchliffe Stadium zal ook een museum krijgen over het rijke verleden van de New York Cosmos.